# Родник

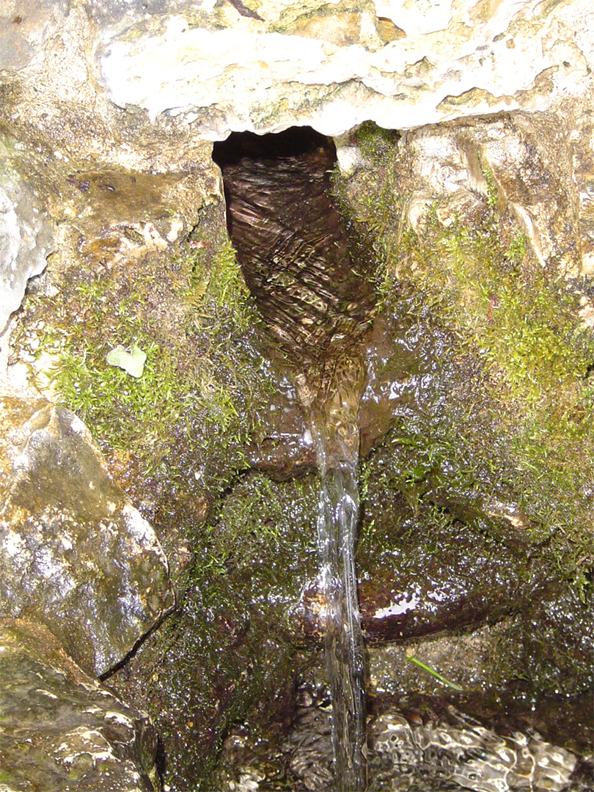
Родник

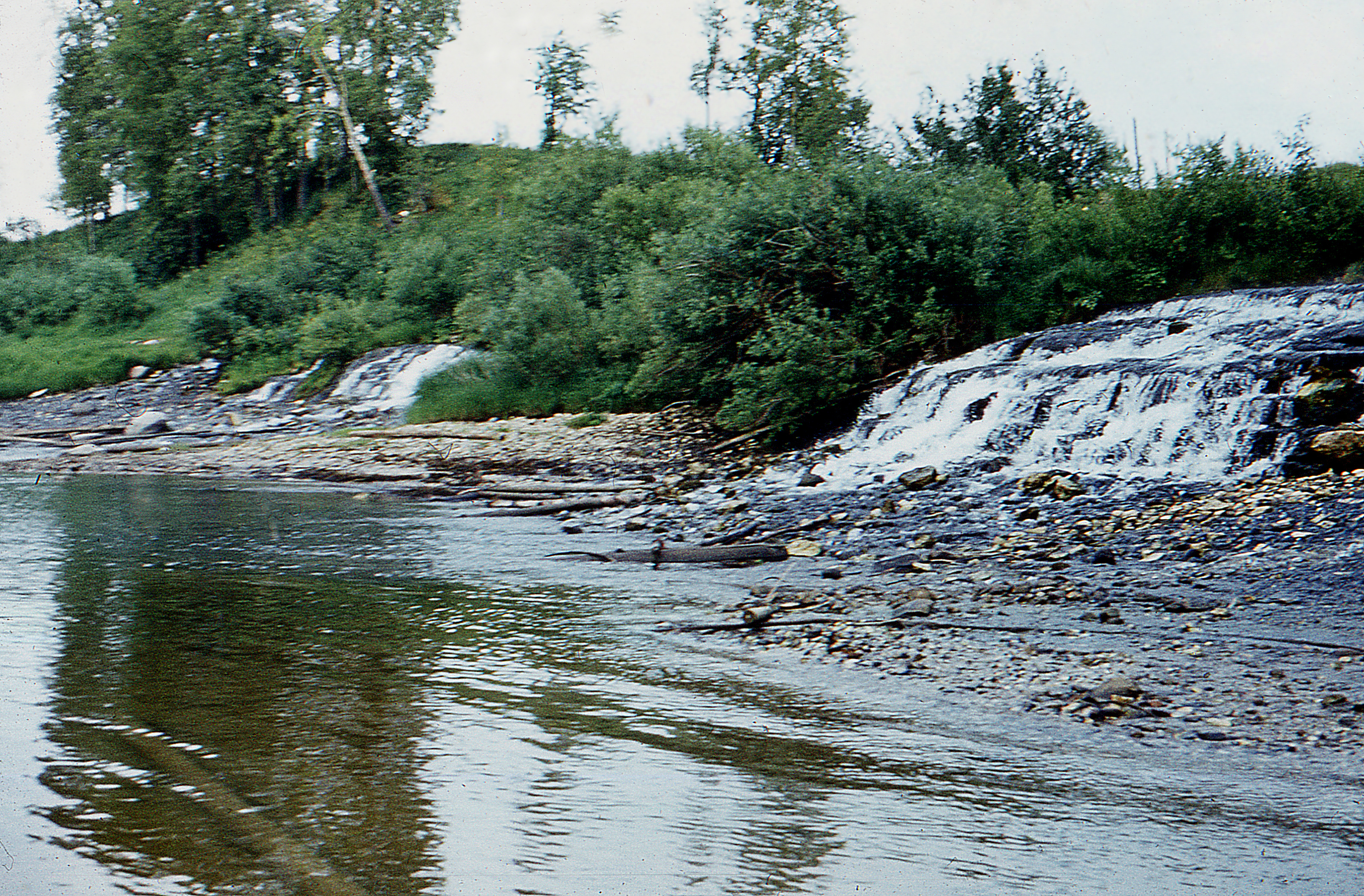
Мощный выход подземных вод на реке Онеге

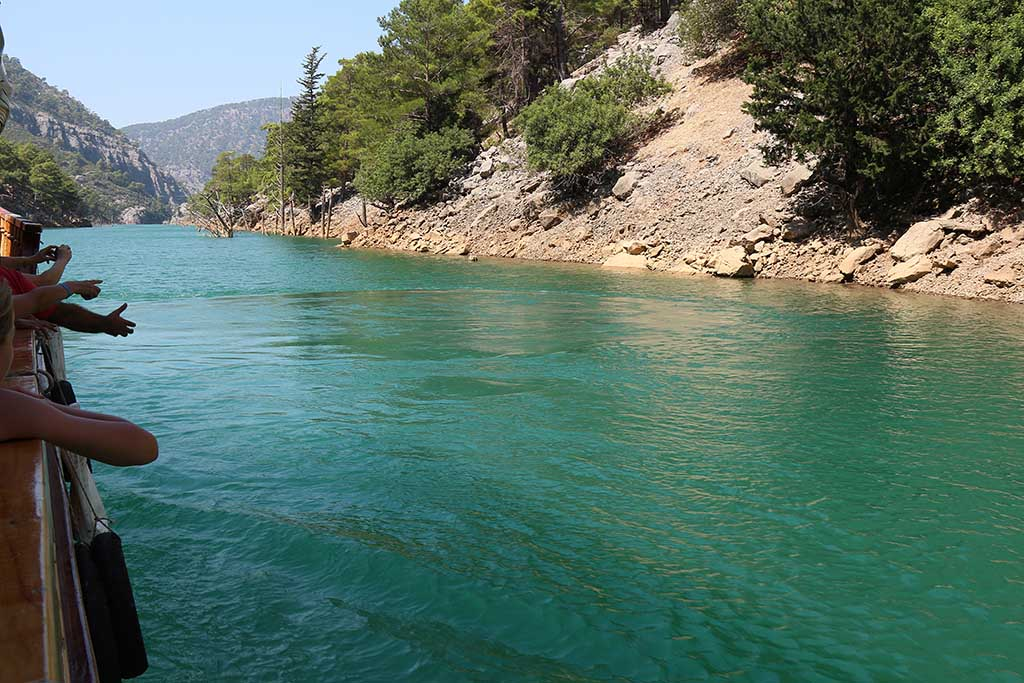
Ключ на водохранилище Оймапинар

Родни́к (исто́чник, ключ, крини́ца) — естественный выход подземных вод на земную поверхность на суше или под водой (подводный источник).
Образование источников может быть обусловлено различными факторами:
- пересечением водоносных горизонтов отрицательными формами современного рельефа (например, речными долинами, балками, оврагами, озёрными котловинами),
- геолого-структурными особенностями местности (наличием трещин, зон тектонических нарушений, контактов изверженных и осадочных пород),
- фильтрационной неоднородностью водовмещающих пород и др.

Родники бывают: восходящими — напорными и нисходящими — безнапорными; временно действующими (сезонными) и постоянно действующими и др.
По температуре родники делятся на холодные, тёплые, горячие и кипящие.
По классификации советского гидрогеолога А. М. Овчинникова выделяется три группы источников в зависимости от питания водами верховодки, грунтовыми или артезианскими водами.
Источники первой группы, питающиеся верховодкой, располагающиеся обычно в зоне аэрации, имеют резкие колебания дебита (вплоть до полного иссякания), химического состава и температуры воды.
Источники, питающиеся грунтовыми водами, отличаются большим постоянством во времени, но также подвержены сезонным колебаниям дебита, состава и температуры. Они подразделяются на эрозионные (появляющиеся в результате углубления речной сети и вскрытия водоносных горизонтов), контактные (приуроченные к контактам пород различной водопроницаемости) и переливающиеся (обычно восходящие, связанные с фациальной изменчивостью пластов или с тектоническими нарушениями).
Источники артезианских вод отличаются наибольшим постоянством режима; они приурочены к областям разгрузки артезианских бассейнов.
Химический и газовый состав воды источников разнообразен; он определяется, главным образом, составом разгружающихся подземных вод и общими гидрогеологическими условиями района.
По признакам выхода вод на земную поверхность родники подразделяются на три типа: реокрены, лимнокрены и гелокрены.
Реокрен образует узкий и быстрый ручей, который течет по склону и впадает в другой более крупный водоём. Характерен для склонов или у основания холмов, на склонах речных долин или иных эрозионных врезах.
Лимнокрен на выходе образует небольшой проточный водоём, так называемую «ванну», из которой вытекает ручей. На дне лимнокреновой ванны часто наблюдаются грифоны (ключи), по которым поступают подземные воды на дневную поверхность. Грифон — водоподводящий канал (стержень), заканчивающийся у поверхности чашеобразной впадиной.
Множественные небольшие выходы подземных вод на относительно ровную поверхность образуют гелокрен, обычно выраженный топким, заболоченным местом. Совокупность нескольких близко расположенных гелокренов составляет кренополе. Обычно из гелокрена или кренополя берут начало один или несколько родниковых ручьев с небольшим дебитом. Гелокрены в зимний период, как правило, не промерзают до дна.
Самые большие родники в мире:
1. Воклюз (Франция)
2. Красный Ключ (Россия)
3. Ааштопф[англ.] (Германия)